# Dale Stephens
Pour les articles homonymes, voir Stephens.
Dale Christopher Stephens est un footballeur anglais, né le 12 décembre 1989 à Bolton, en Angleterre. Il évolue au poste de milieu de terrain.

## Biographie
Le 30 janvier 2014, il signe en faveur de Brighton & Hove Albion.
Le 24 septembre 2020, il rejoint Burnley FC.

## Palmarès
- Champion de League One (D3) en 2012 avec Charlton Athletic
  - Championnat d'Angleterre de D2 :
    - Vice-champion : 2017.